# Massacres de Meknès
En octobre 1956, les massacres de Meknès sont, au départ une manifestation de protestation contre l'enlèvement par la France des leaders indépendantistes algériens, dont Ben Bella, conduite à Meknès au Maroc, qui tourne à l'émeute et au massacre de nombreux colons.

## Contexte

### Contexte général
Au moment des manifestations, le Maroc n'est indépendant que depuis le 2 mars, quoique de facto indépendant depuis le 18 novembre 1955. Les procédures de passation de pouvoir sont encore en cours, rendant la période délicate pour le pouvoir au Maroc. Dans le cadre de cette passation de pouvoirs, l’accord diplomatique de Rabat du 28 mai 1956, qui stipule que ni la France ni le Maroc ne mèneront de politique contraire aux intérêts de l'autre partie au traité, devient rapidement inapliquable en ce qui concerne la guerre d'Algérie, l'État comme la population marocaines se sentant solidaires de leurs voisins en guerre pour l'indépendance.
Le 21 octobre, le détournement de l'avion du leader indépendantiste Ben Bella, avion décollant du Maroc, et son arrestation sont considérées comme une provocation à l'époque, et actuellement comme une cause directe de ces massacres. Le parti nationaliste, l’Istiqlal, l’Union marocaine du travail (UMT), le syndicat principal, et l’armée de libération nationale marocaine (ALM), liée à l'Istiqlal, qui ont pour objectif de chasser l’armée française du Maroc et soutiennent le combat du FLN algérien, organisent des manifestations de protestation, très suivies dans les villes et même dans les campagnes. Seules les régions où le FLN a implanté des maquis restent calmes, pour éviter de donner un prétexte à l'armée française d'intervenir pour les détruire.
Le Maroc abrite de nombreuses bases du FLN. L'armée française est encore présente au Maroc avec 80 000 hommes.

### Contexte local
Tous les éléments de ce contexte général sont aggravés au niveau local. La ville compte 142 000 habitants, avec plus de 100 000 musulmans (dont 6 000 Algériens,), 13 000 Juifs, 21 000 Européens. La garnison française dans la région de Meknès est une des plus importantes du Maroc, avec 8 000 hommes dont trois bataillons en ville. Les casernes représentent un quart de la superficie de la ville et abritent l'école d'officiers indigènes du Maroc de l'armée française, le Dar el Beïda. Dans la région, les terres agricoles appartiennent essentiellement à des étrangers.
Enfin, le massacre de quinze Marocains lors de la visite à Meknès du résident général Gilbert Grandval, le 25 juillet 1955, par les groupes spéciaux de protection (GSP), a certainement suscité un désir de vengeance dans la population locale.

## Évènements

### La manifestation à Meknès

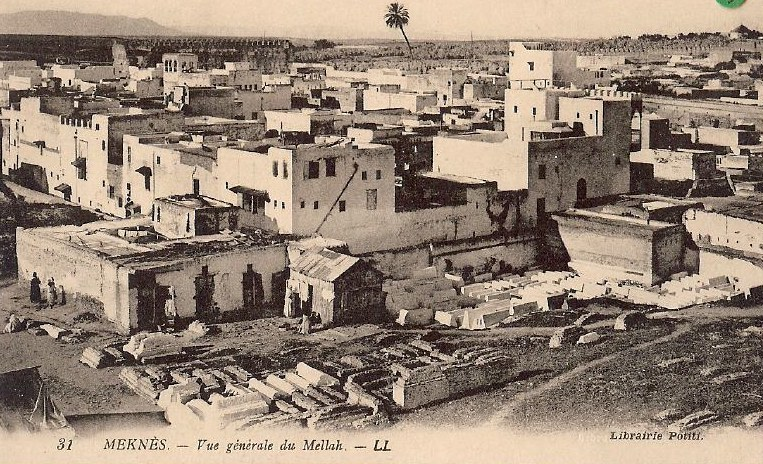
Le Mellah (quartier juif) à l'époque coloniale.

La manifestation est autorisée par le gouverneur Si Jenane, et un mot d'ordre de grève est lancé pour le 23 à 10 heures. Elle est très suivie, des groupes circulent dans la ville et font fermer les commerces et stopper les travaux sur les chantiers. Une manifestation d'Algériens a lieu dès dix heures dans la médina, puis deux manifestations sortent de la vieille ville vers onze heures, dont une comptant 3000 manifestants. Vers midi, les juifs fuient leur quartier du mellah et se réfugient dans les camps militaires français. Les manifestants se dirigent vers la ville nouvelle et débordent le barrage de police au rond-point de Bou-Ameur ; quelques vitrines sont brisées et des voitures détruites. Vers treize heures, les manifestations se dispersent.

### Les émeutes
L'après-midi, plusieurs actions dispersées ont lieu. Un meeting est organisé par l'UMT au stade Poeymirau, alors que plusieurs groupes manifestent dans la ville nouvelle, venant de la médina et des bidonvilles,. À 16h, un coup de feu part et tue un garde municipal, Abdesslem Messkaldi, ancien gradé de l’ALM,. Son origine est mal élucidée : il peut s'agir d'un Français qui aurait tiré sur la manifestation de sa terrasse,, ou d'une maladresse du garde qui se serait tué avec son arme en repoussant un manifestant d'un coup de crosse,. Le communiqué officiel du gouvernement marocain évoque aussi un tir venant d'un policier français. Mais, dans le contexte local, la manifestation tourne à l'émeute. Au même moment, des tirs ont lieu aux abords de la médina et la clôture ouest de l'état-major de la garnison française est incendiée.
Les émeutiers pourchassent les Européens, retournant leurs voitures et les massacrant.

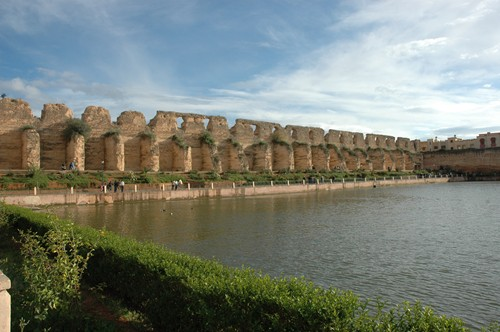
Bassin de l'Agdal, où furent jetés les corps des policiers français lynchés.

Au poste de Bar Baroud à l'entrée de la médina, six policiers français sont tués par leurs collègues marocains et achevés par des émeutiers. Leurs corps sont brûlés et jetés dans les réservoirs d'eau de la ville,.
À partir de 17 heures, les troupes françaises interviennent et repoussent les émeutiers dans la médina, soutenues peu après par les troupes marocaines. À 18h, les autorités décident d'un couvre-feu à partir de 20h. Le bilan de la journée est de 29 Européens tués, dont 23 Français, trois Espagnols et trois Italiens, et de deux Marocains tués, dont un Juif, et de 32 blessés graves chez les Européens et cinq chez les Marocains. Il y aurait une vingtaine de blessés légers. Ces bilans sont établis uniquement à partir de sources françaises, les autorités marocaines n'en faisant aucun.
Dès le 24 octobre, le général Cogny prend le contrôle de la ville nouvelle (quartiers européens) avec les troupes françaises et organise des patrouilles dans la campagne (appelée zone de colonisation dans le vocabulaire de l'époque), arguant que le gouvernement marocain est débordé. Le couvre-feu est avancé pour les jours suivants à 19 heures.
La tension reste forte en ville pendant plusieurs jours. Les campagnes sont en émeute, et d'elles viennent deux tentatives d'incursion les 24 et 25 octobre. De plus, de nombreux colons se réfugient en ville, donnant une atmosphère de ville assiégée. Des rumeurs de massacres de représailles courent. Enfin, le 25 octobre, au Borj Moulay Omar (à Meknès), une patrouille est attaquée ; deux policiers et une fillette sont tués, et huit policiers blessés. Dans l'agitation qui suit, des policiers marocains et français se retrouvent face à face et les tirs évités de peu.

### Les émeutes dans la campagne
Mais une fois l'émeute urbaine stoppée par l'armée française, elle s'étend dans les campagnes alentour dès la nuit du 23 au 24 octobre. Elles durent six jours, pendant laquelle plusieurs fermes sont incendiées,. La moitié des colons des campagnes se réfugient en ville, dont plusieurs centaines au quartier du 64e régiment d'artillerie et 22 % se regroupent dans des fermes gardées.
Le bilan humain des émeutes dans la campagne fait état de onze morts, dont huit Français, deux Portugais et un Suisse. Plus de trois cent bâtiments sont incendiés et 81 fermes totalement ou partiellement détruites.

## Conséquences et mémoire de l'évènement
Dès le 24 octobre, un mouvement de grève débute chez les policiers français du Maroc, qui demandent leur retour en France. Ils sont rapidement rejoints par les agents municipaux, les gardiens de prison, les cheminots, les enseignants, etc., pour un total de 80 à 90 % de grévistes dans la fonction publique coloniale.
Le 26 octobre, les obsèques des victimes sont suivies par 4 à 15 000 personnes, selon les sources. Des rumeurs courent de l'organisation de nouveaux massacres à l'occasion de l'anniversaire de l'insurrection algérienne du 1er novembre 1954 (Toussaint rouge) et les manifestations la commémorant sont interdites. Le 27 octobre, le gouvernement marocain nomme un gouverneur militaire spécial, Driss ben Omar, qui restaure l'autorité marocaine, limite les patrouilles françaises et fait détruire au bulldozer le bidonville de Rhas Agill début novembre. Il est accompagné de 25 inspecteurs de Rabat et Casablanca. En cinq jours, un millier de personnes sont arrêtées.
Pour garantir de bonnes relations diplomatiques avec la France, le gouvernement marocain annonce la constitution d'un tribunal militaire spécial. Il siège du 3 décembre 1956 au 13 mars 1957. Bien que dix condamnations à mort soient prononcées, et d'autres personnes condamnées à de la prison à perpétuité ou des travaux forcés, la répression est jugée trop légère par la France. En effet, il semble que trois condamnations à la peine capitale seulement aient été exécutées, et qu'elles concernent des assassins de Taza n'ayant rien à voir avec les massacres. Leur exécution le 27 décembre donne cependant lieu à un grand spectacle. Du côté des policiers impliqués dans les morts de Dar Baroud, un seul est condamné à 4 ans de prison et trois acquittés, au bénéfice du doute. Au total, 48 peines de prison sont prononcées.
Les massacres provoquent un exode rapide des colons européens encore présents dans la région.
Ces massacres passent inaperçus à l'échelle internationale, l'actualité étant dominée par l'insurrection de Budapest et la crise du canal de Suez. Ils sont aujourd'hui absents de la mémoire collective.
Paris-Match appelle ces massacres « la Saint-Barthélemy marocaine ».